# Глюксманн, Андре
Андре́ Глюксма́нн (фр. André Glucksmann; 19 июня 1937 года, Булонь-Бийанкур — 10 ноября 2015 года, Париж) — французский философ и писатель-эссеист, известный своей склонностью к эпатажу общественного мнения.
Представитель «новых философов» — бывших «новых левых» образца 1968 года, порвавших с левым движением в начале 1970-х годов после публикации книги «Архипелаг ГУЛАГ» А. И. Солженицына.

## Биография
Родился в еврейской семье уроженцев Австро-Венгрии: отец родом из Черновиц, мать — из Праги, оба до эмиграции во Францию жили в подмандатной Палестине. Отец погиб в начале Второй мировой войны, а мать присоединилась к движению Сопротивления.
Учился в Лионе, затем в Эколь Нормаль. Политолог, специалист по военным проблемам. В 1968 году опубликовал свою первую книгу «Рассуждения о войне» (фр. Le Discours de la Guerre), участвовал в студенческих бунтах мая 1968 года. В 1970 стал выступать в поддержку диссидентов в социалистических странах. На формирование мировоззрения Глюксманна и возглавленной им группы «новые философы» (куда входили также Б.-А. Леви, Ж.-П. Долле и др.) оказала влияние личность А. Солженицына и его книга «Архипелаг ГУЛАГ». В 1975 году опубликовал свою самую известную работу «Кухарка и людоед, рассуждения о государстве, марксизме и концлагерях» (фр. La Cuisinière et le mangeur d’hommes, réflexions sur l'État, le marxisme et les camps de concentration), где провёл параллель между нацизмом и коммунизмом, утверждая, что марксизм с необходимостью ведёт к тоталитаризму.
В своих публикациях, как правило, симпатизировал политике США, особенно во время Иракского конфликта, обвинял Саддама Хусейна в том, что тот скрывает оружие массового поражения. Поддержал, вместе с рядом других французских интеллектуалов, военную операцию НАТО в Югославии 1999 года. В период первой и второй российско-чеченских войн выступал в поддержку чеченских сепаратистов, полгода нелегально провёл в Чечне, организовал известное турне представителей чеченской делегации по Франции. Писал критические по отношению к российским властям статьи в газете «Ле Монд» (фр. Le Monde).
Умер 10 ноября 2015 года в Париже. Похороны прошли 13 ноября 2015 года на кладбище Пер-Лашез.

## Личная жизнь
- Сын — журналист и кинорежиссёр-документалист Рафаэль Глюксманн.
  - Невестка — Екатерина Згуладзе.

## Сочинения
- Une rage d’enfant (2006)
- Le Discours de la haine (octobre 2004)
- Ouest contre Ouest (août 2003)
- Descartes c’est la France (octobre 1987)
- Dostoïevski à Manhattan (janvier 2002)
- La Troisième Mort de Dieu (mars 2000)
- Cynisme et passion (janvier 1999)
- Le Bien et le mal (septembre 1997)
- De Gaulle où es-tu ? (mars 1995)
- La Fêlure du monde (décembre 1993)
- Le XIe commandement (janvier 1992)
- Silence, on tue (octobre 1986) avec Thierry Wolton
- L’Esprit post-totalitaire, précédé de Devant le bien et le mal (mai 1986) avec Petr Fidelus
- La Bêtise (mars 1985)
- La Force du vertige (novembre 1983)
- Cynisme et passion (octobre 1981)
- Les Maîtres penseurs (mars 1977)
- La Cuisinière et le Mangeur d’Hommes, réflexions sur L'état, le marxisme et les camps de concentration (1975)
  - Кухарка и людоед : Этюд об отношениях между государством, марксизмом и концлагерем Архивная копия от 19 февраля 2018 на Wayback Machine — Лондон: OPI, 1980. — 250 с. ISBN 0-903868-24-5
- Discours de la guerre, théorie et stratégie (1967)

## Статьи
- Tchétchénie, briser le silence, Le Monde, 21 mars 2006.
- Un Pearl-Harbor moral  (недоступная ссылка с 20-05-2013 [4440 дней] — история, копия), Le Monde, 12/12/1991. (sur les Balkans)
- Choc des civilisations ? Non : des philosophies  (недоступная ссылка с 20-05-2013 [4440 дней] — история, копия) Le Monde, 03/03/2006 (sur l’affaire des caricatures)
- André Glucksmann, mauvais avocat d’une cause juste   (недоступная ссылка с 20-05-2013 [4440 дней] — история, копия) Oulala.net, 15/05/2004 (article critique sur les prises de position d’André Glucksmann)
- La revue Le Meilleur des Mondes auquel appartient André Glucksmann publie une partie de ses prises de positions]

## Русская библиография
- Глюксманн А. Философия ненависти. — М.: АСТ, 2006. ISBN 5-17-034077-X, ISBN 5-9713-1037-2, ISBN 5-9578-3097-6
- Андре Глюксман. Достоевский на Манхэттене. — Издательство: У-Фактория, 2006. ISBN 5-9709-0004-4